# Jean Marquès-Rivière
Pour les articles homonymes, voir Jean-Marie Rivière (homonymie) et Rivière (homonymie).
Jean-Marie Rivière, dit Jean Marquès-Rivière, né le 31 juillet 1903 à Paris et mort le 9 février 2000 à Lyon, est un orientaliste, essayiste, journaliste et scénariste français. Fasciné dans sa jeunesse par le bouddhisme tibétain, la théosophie et le traditionalisme de René Guénon, il devient, au milieu des années 1920, membre de la Grande Loge de France, avant de rompre, en 1931, avec la franc-maçonnerie et de se tourner vers le fascisme.
Sous l'Occupation allemande, il collabore avec les nazis au sein du Service des sociétés secrètes et s'investit dans la propagande antimaçonnique et antisémite avec le film Forces occultes et les expositions Le Juif et la France et La franc-maçonnerie, fossoyeuse de la paix. Ayant fui à l'étranger dès 1944 et trouvé refuge en Espagne franquiste, il est condamné à mort par contumace et à la dégradation nationale en 1949.

## Biographie

### Élève de Jacques Bacot
Dès sa jeunesse passée dans le Quartier latin, Jean Marquès-Rivière est fasciné par le bouddhisme tibétain et le tantrisme. Élève de Jacques Bacot, Il étudie le sanscrit et le tibétain à la Sorbonne.
Se prenant d'intérêt pour la théosophie, il fréquente le siège français de la Société théosophique, situé 4, square Rapp, et publie des articles dans la Revue théosophique (1928-1929), alors qu'il est encore étudiant.
Bien que n'ayant jamais été au Tibet ni en Inde, il publie, en 1929, À l'ombre des monastères thibétains, autobiographie imaginaire qui participe au phénomène d'occultisation du Tibet en affirmant l'existence dans cette région de trois maîtres du monde, puis, en 1930, Vers Bénarès. La Ville Sainte. L'histoire merveilleuse de Li-Log Le Guru Thibétain. Un demi-siècle plus tard, en 1982, dans l'épilogue d'une réédition du premier livre, Jean Marquès-Rivière reconnaîtra que ses textes n'étaient que la transcription des rêves nocturnes du jeune étudiant surmené qu'il était.

### Adepte de la franc-maçonnerie
Intéressé par la franc-maçonnerie, Jean Marquès-Rivière devient, au milieu des années 1920, membre de la loge Théba de la Grande loge de France. Il y fait la connaissance de René Guénon et s'intéresse au traditionalisme. Il est introduit dans le cercle de la revue occultiste Le Voile d'Isis par Guénon (qui en est le rédacteur en chef). Il y publie des articles en 1930-1931.
Rapidement déçu par la franc-maçonnerie, il démissionne de sa loge et publie, en 1931, La trahison spirituelle de la franc-maçonnerie, pamphlet virulent dans lequel il affirme que « La franc-maçonnerie est une pseudo-Eglise, contrefaçon d'initiations antiques et de rites religieux vénérables, musée sans valeur de symboles incompris et maniés par des primaires. ».
Ce brusque revirement fait suite, selon la légende, à son exorcisation par le père jésuite Joseph de Tonquédec, grand exorciste du diocèse de Paris. En accomplissant le rituel du kalachakra à l'aide d'alcool et de sang, Jean Marquès-Rivière se serait  retrouvé au bord de la folie, persuadé qu'il était d'être sous l'emprise d'une déité tibétaine. Sorti de ce mauvais pas, il publie dans Le Voile d'Isis, en 1931, une mise en garde contre ces pratiques, intitulée « Les dangers des plans magiques »,.
Revenu au catholicisme romain, Jean Marquès-Rivière collabore alors à France catholique et à la Revue internationale des sociétés secrètes (RISS), sous les pseudonymes de Verax et G. Ellas, avant de rejoindre La Libre Parole, journal antisémite fondé par Édouard Drumont. En parallèle, il lance sa propre revue anti-maçonnique, Les Documents nouveaux, publiée entre 1933 et 1936, et édite, sous les auspices de la Fédération nationale catholique, plusieurs brochures antimaçonniques.
Il publie, en 1935, L'organisation secrète de la franc-maçonnerie, où il dénonce « la honteuse dictature [...] de la griffe maçonnique aux ongles sales ».
En 1936, il publie La Chine dans le monde, ouvrage qui lui vaut le prix d'Académie, et quitte la France pour effectuer un voyage en Inde.

### Spécialiste de la magie tantrique
Après avoir passé plusieurs mois en Inde et trouvé là-bas un gourou, Jean Marquès-Rivière, qui est membre de la Société asiatique, publie, en 1937, L'Inde secrète et sa magie puis Le Yoga tantrique hindou et tibétain et, en 1939, Rituel de magie tantrique hindoue.
En 1938, il publie sa thèse, Amulettes, talismans et pantacles dans les traditions orientales et occidentales, ouvrage qui associe un inventaire des pratiques de la magie à une analyse sous l'angle des archétypes universels que l'auteur rapporte à la tradition primordiale.

### Collaborateur sous l'Occupation

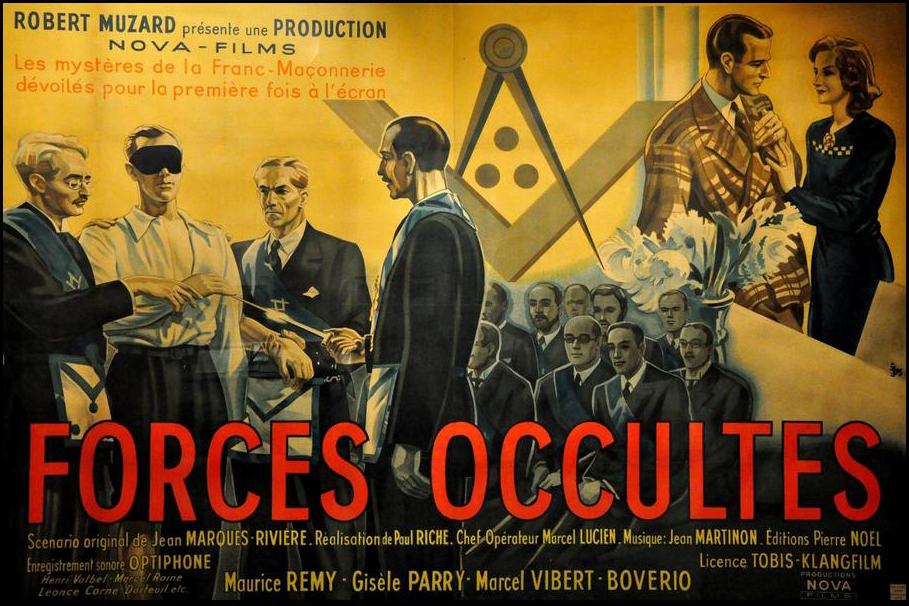
Affiche du film Forces occultes (1943).

Sous l'Occupation, Jean Marquès-Rivière adopte une politique de collaboration avec les nazis et contribue à leur propagande par la publication de pamphlets violemment antimaçonniques et antisémites. Il devient membre de l'ultra-collaborationiste Parti populaire français (PPF) de Jacques Doriot.
S'intéressant aux « succès spectaculaires du national-socialisme », il publie, en 1941, sous le titre Les ouvriers et Hitler, une apologie de la politique socio-économique du IIIe Reich : « L'ouvrier français doit réfléchir. Il faut qu'il contribue à créer, avec l'Allemagne, l'Europe socialiste ».
En 1940, il publie Histoire des doctrines ésotériques, ouvrage qui remporte le prix Eugène Carrière de l'Académie française en 1941.

#### Directeur adjoint au Service de police des sociétés secrètes
Le 13 août 1940, le gouvernement de Vichy promulgue une loi interdisant toutes les sociétés secrètes en France. Jean Marquès-Rivière devient alors un des responsables du Service des sociétés secrètes (SSS) confié à Bernard Faÿ, récemment nommé administrateur général de la Bibliothèque nationale par le ministre de l’Instruction publique. Ce service, qui est chargé d'éliminer les francs-maçons des cadres de l'activité nationale,, est installé symboliquement dans l’hôtel du Grand Orient de France, rue Cadet à Paris. En avril 1941, le SSS voit officiellement le jour en zone sud. Le 15 décembre, un Service de police des sociétés secrètes est créé dans les deux zones : Jean Marquès-Rivière occupe le poste de directeur adjoint pour la zone occupée.

#### Co-rédacteur en chef de la revueDocuments maçonniques
En 1941, il devient co-rédacteur en chef, avec Robert Vallery-Radot, du mensuel Documents maçonniques. Dans la droite ligne de la RISS, la revue se consacre à dénoncer la judéo-maçonnerie et ses filiales, c’est-à-dire les Fraternelles, la Libre Pensée, la Ligue d’enseignement, la Ligue des droits de l’Homme, le Rotary et le Soroptimist Clubs, la LICRA, les occultistes et théosophes, les nudistes, etc. , publication que dirige Bernard Faÿ et qui dénonce « la judéo-maçonnerie et ses filiales ». Il occupera ce poste jusqu'en juin 1944, date où la revue cesse de paraître.

#### Co-organisateur de l'expositionLa franc-maçonnerie, fossoyeuse de la paix
Conjointement avec Bernard Faÿ et Jacques de Lesdain, il organise, à Paris, au Petit Palais, à partir de l’été 1941, l'exposition La franc-maçonnerie, fossoyeuse de la paix, censée démontrer les dangers du complot maçonnique. Il en rédige le catalogue. Elle circule à Bordeaux, Rouen, Lille, Nancy, puis à Berlin au cours de l'été 1942.

#### Organisateur de l'expositionLe Juif et la France
Sollicité par Bernard Faÿ, il est l'organisateur officiel de l'exposition Le Juif et la France, qui se tient à Paris, au palais Berlitz, de septembre 1941 à janvier 1942, sous la houlette de l'Institut d'études des questions juives (IEQJ) financé par l'Allemagne,. Il collabore aussi, à partir de 1943, à l'hebdomadaire Au Pilori, publication à l'antisémitisme virulent.

#### Scénariste du filmForces occultes
Il est le scénariste de Forces occultes (1943), film de propagande du réalisateur collaborationniste Paul Riche, pseudonyme de Jean Mamy, lui aussi ancien franc-maçon passé au PPF. Ce film, qui dénonce la franc-maçonnerie, le parlementarisme et les Juifs, est commandité par la Propaganda Abteilung, délégation du ministère de la Propagande du IIIe Reich dans la France occupée. Le film raconte l'histoire d'un parlementaire intègre qui devient franc-maçon avant de se rendre compte que le but réel de la franc-maçonnerie, alliée aux Juifs et aux Anglo-américains, est d'entraîner la France dans une guerre contre l'Allemagne nazie. L’affiche est réalisée par les graphistes de Nova-Films sur une idée de Jean Marquès-Rivière. Le film est présenté au tout-Paris collaborationniste le 9 mars 1943 en séance privée sur les Champs-Elysées puis diffusé à Paris et en province, où il connaît un réel succès quoique de courte durée.
Pour Pierre-Yves Beaurepaire, « Le sous-titre du moyen-métrage est parfaitement révélateur du [scénario de la conspiration qui des rives de l’Atlantique des années 1770 au mois de juin 1940 a précipité la France dans le chaos] : « Les mystères de la Franc-maçonnerie dévoilés pour la première fois à l'écran ». On  notera d’ailleurs que, récemment réédité avec un commentaire critique, le film a longtemps été reçu dans la mouvance d’extrême-droite comme un quasi documentaire, « prouvant » la nature mortifère de l’Ordre maçonnique, au point que la Cinémathèque de Paris hésitait à en prêter des copies (sic) même pour des projections universitaires. ».
Il a reçu la Francisque.

### Condamné à mort par contumace
Après la guerre, Jean Marquès-Rivière, qui a fui à l'étranger en 1944, est absent au procès du Service des sociétés secrètes qui s'ouvre le 25 novembre 1946 aux assises du Palais de justice de Paris. Sa cause est disjointe et fait l'objet d'une procédure de contumace en même temps que Raymond Resseguier et Robert Vallery-Radot. Il est condamné à la peine de mort. Lors d'un autre procès, celui de l'Abwehr, toujours absent, il est condamné à mort et à la dégradation nationale en 1949,.

### Années d'exil en Espagne
Réfugié en Espagne franquiste, où il obtient une chaire d'orientaliste à Madrid, Jean Marquès-Rivière ne fait plus guère parler de lui, mais plusieurs de ses livres, parmi les moins polémiques, seront réédités : À l'ombre des monastères thibétains et Histoire des doctrines ésotériques (1950).
En 1950, sous le pseudonyme de Maître Yüan-Kuang, il publie, aux éditions Véga à Paris, Méthode pratique de divination chinoise par le "Yi-king".
En 1975, paraît, dans la revue madrilène Arbor du Consejo superior de Investigaciones Cientificas (dont Marquès-Rivière fait partie), un compte rendu en espagnol du livre de Jeanne Denys à La Pensée universelle, David-Néel au Tibet (Une supercherie dévoilée). Marquès-Rivière y reprend et développe la thèse selon laquelle Alexandra David-Néel n'est jamais allée au Tibet et qu'elle a vécu en Chine de 1917 et 1924. Son rôle aurait été la surveillance des intérêts franco-belges exploitant le chemin de fer Pékin-Hanchen et les mines du Gansu. Ce compte rendu, traduit en français par Bernard  Dubant, est repris en 2003, à titre posthume, dans la revue Charis. Archives de l'unicorne.
En 1985, Marquès-Rivière publie chez Laffont à Paris, sous le nom de Jean M. Rivière, Kalachakra - Initiation tantrique du Dalaï-Lama.
Il meurt en 2000 à Lyon.

## Publications

### 1929-1939
- Étude, in Zam Bhotiva, Asia Mysteriosa – L'Oracle de Force Astrale comme moyen de communication avec 'Les Petites Lumières d'Orient'  – Précédé d'une préface de Fernand Divoire et d'études par Maurice Magre et J. Marquès-Rivière, Dorbon-aîné, 1929, 152 pages.
- À l'ombre des monastères thibétains, préface de Maurice Magre, Paris et Neufchâtel, éditions Victor Attinger, 1929, 196 p. (compte rendu de René Guénon dans Le Voile d'Isis, décembre 1929)[32] ; édition revue et définitive avec une postface de l'auteur, Milano, Archè / Paris, diffusion Dervy-livres, 1981 ; édition en roumain : La umbra mânăstirilor tibetane, Editura Moldova, 1994, 142 pages.
- Vers Bénarès. La ville sainte. L'histoire merveilleuse de Li-Log, le guru thibétain, Paris, éditions Victor Attinger, Orient 7, 1930, 169 pages ; édition en italien : Verso Benares - La Citta' Santa. La storia meravigliosa di Li-Log, il Guru tibetano, Edizioni PiZeta, 2009.
- La Trahison spirituelle de la Franc-Maçonnerie, Éd. des Portiques, Paris, 1931, 286 p. ; nouvelle édition revue et augmentée en 1941, Jean Renard, 302 pages ; réédition par Déterna, 292 pages ; édition en roumain : Trădarea spirituală a francmasoneriei, Deceneu.
- Les Dangers des plans magiques, Paris, Bibliothèque Chacornac, 1931, 14 pages (extrait de la revue Le Voile d'Isis).
- avec William Henry (Alec Mellor), Les grands secrets de la franc-maçonnerie, Paris, Éditions Baudinière, 1935, 221 pages.
- La Chine dans le monde. La Révolution chinoise de 1912 à 1935, préface du R. P. Joseph de Reviers de Mauny, Paris, Payot, « Collection d'études, de documents et de témoignages pour servir à l'histoire de notre temps », 1935, Prix d’Académie de l’Académie française en 1936.
- L'URSS dans le monde, préface de Georges Viance, Paris, Payot, « Collection d'études, de documents et de témoignages pour servir à l'histoire de notre temps », 1935.
- L'Organisation secrète de la franc-maçonnerie, Paris, Éditions Baudinière , coll. « La vie documentée », 1936, 269 pages.
- Le bouddhisme au Thibet, Paris, Éditions Baudinière, 1936, 254 pages (compte rendu de René Guénon dans Le Voile d'Isis, juillet 1936)[32].
- L'Inde secrète et sa magie, Paris, Les Œuvres françaises, 1937, 182 pages (compte rendu de René Guénon dans Le Voile d'Isis, décembre 1937)[32].
- avec François de Boisjoslin, La Presse aux ordres de la franc-maçonnerie, Office de propagande nationale (O.P.N.), 1938, 57 pages.
- Comment la Franc-Maçonnerie fait une Révolution, Paris, Éditions Baudinière, 1938.
- Amulettes, talismans et pantacles dans les traditions orientales et occidentales, préface de Paul Masson-Oursel, Paris, Payot, 1938, 369 pages ; édition en italien : Amuleti, Talismani e Pantacoli, I principi e la scienza dei Talismani nelle tradizioni orientali e occidentali, Edizioni Mediterranee, Roma, 1984, 324 pagine ; réédition en français en 1972, chez Payot, 365 pages (compte rendu par F. Secret, dans Revue de l'histoire des religions, année 1974, 186-2, pp. 227-228). Une édition en espagnol existe aussi: 'Amuletos, talismanes y pantáculos', Ed Martínez-Roca, 1974.
- Le yoga tantrique hindou et thibétain, Paris, Librairie Véga, collection « Asie », 1938, 127 pages (compte rendu de René Guénon dans Le Voile d'Isis, octobre 1938)[32] ; édition en langue anglaise : Tantric Yoga: Hindu and Tibetan, traduit par H. E. Kennedy, éditeur : Rider & Co, Londres, 1971, 126 pages ; également en 1998 par Book Faith India, 126 pages.
- Rituel de magie tantrique hindoue : Yantra Chintâmani (le joyau des tantras), traduit pour la première fois en français et précédé d'une étude sur le tantrisme par J. Marquès-Rivière, membre de la société Asiatique et de la société de géographie, Paris, Librairie Véga, 1939, 186 pages, illustration de Marcel Nicaud[33] (compte rendu de René Guénon dans Le Voile d'Isis, janvier 1940)[32].

### 1940-1945
- Histoire des doctrines ésotériques, Paris, Payot, coll. « Aux confins de la science », 1940, 362 pages ; rééd. 1971 ; édition en italien : Storia delle dottrine esoteriche, Edizioni Mediterranee, 1984, 336 pages. Prix Eugène Carrière de l’Académie française en 1941.
- Exposition : Le Juif et la France au Palais Berlitz, Préface de P. Lézine, Paris, Institut d'études des questions juives, (s. d.) [1941], 32 pages.
- Les ouvriers et Hitler, Paris, Éditions Le Pont, 1941.
- Exposition maçonnique de Rouen, guide du visiteur, 1941.
- Histoire de la franc-maçonnerie française, Paris, Jean Renard, 1941, 268 pages (compte rendu par Jordan Édouard, dans Revue d'histoire de l'Église de France, année 1941, 112, pp. 261-264).
- Les Rituels secrets de la Franc-Maçonnerie d'après les archives du Grand Orient et de la Grande Loge de France, Paris, Plon, 1941, 310 pages ; édition en roumain : Ritualurile secrete ale francmasoneriei, Editura HERALD, Bucuresti, 2008, Limba Romana.
- Préface de Tempête sur le Temple, toute la vérité sur la Franc-maçonnerie, Champagnole (Jura), Gresset ; Genève, H. Trono ; (Morez, Jura, Impr. du 'Patriote'), 1943, VI-86 pages.
- Réglements et constitution de la franc-maçonnerie, Paris, Jean-Renard, 1943, 409 pages.
- Exposition maçonnique de Rouen, guide du visiteur, [ca 1944].

### 1946-2003
- sous le pseudonyme Le Maître Yüan-Kuang, Méthode pratique de divination chinoise par le "Yi-King", Paris, Vega, 1950 ; illustration de Marcel Nicaud[33].
- Le Taoïsme, Paris, 1950.
- Sainte Upanisad de la Bhagavad Gita. Introduction, commentaire et texte trad. du sanskrit, Archè, Milano, 1979.
- Lettres de Bénarès, Éditions Albin Michel, 1982.
- Kalachakra. Initiation tantrique du Dalaï-Lama, Robert Laffont, Paris, 1985 ; édition en italien : Kalachakra. Iniziazione tantrica del dalai lama, Edizioni Mediterranee, Roma, 1988.
- Un yoga pour l'Occident: l'Asparsa yoga, Arché, Milano.
- Compte rendu de Jeanne Denys, A. David-Neil au Tibet (une supercherie dévoilée), Charis : Archives de l'Unicorne, No 4, Arché, Milano, 2003, pp. 65-72. (Posthume)

## Distinctions
- Ordre de la Francisque